# Résultats des élections à Aix-les-Bains
Pour un article plus général, voir Aix-les-Bains.
Cet article présente les résultats des élections à Aix-les-Bains depuis 2000 mais aussi ceux des référendums depuis 1992.
| Élections présidentielles, résultats des deuxièmes tours.                                                                                           | Élections présidentielles, résultats des deuxièmes tours. | Élections présidentielles, résultats des deuxièmes tours. | Élections présidentielles, résultats des deuxièmes tours. | Élections présidentielles, résultats des deuxièmes tours. | Élections présidentielles, résultats des deuxièmes tours. | Élections présidentielles, résultats des deuxièmes tours. | Élections présidentielles, résultats des deuxièmes tours. |
| Année | Élu                                                       | Élu                                                       | Élu                                                       | Battu                                                     | Battu                                                     | Battu                                                     | Participation                                             |
| --- | --------------------------------------------------------- | --------------------------------------------------------- | --------------------------------------------------------- | --------------------------------------------------------- | --------------------------------------------------------- | --------------------------------------------------------- | --------------------------------------------------------- |
| 2002 | 82,21 %                                                   | Jacques Chirac                                            | RPR                                                       | 17,79 %                                                   | Jean-Marie Le Pen                                         | FN                                                        | 79,71 %                                                   |
| 2007 | 61,56 %                                                   | Nicolas Sarkozy                                           | UMP                                                       | 38,44 %                                                   | Ségolène Royal                                            | PS                                                        | 81,18 %                                                   |
| 2012 | 42,40 %                                                   | François Hollande                                         | PS                                                        | 57,60 %                                                   | Nicolas Sarkozy                                           | UMP                                                       | 77,63 %                                                   |
| 2017 | 68,94 %                                                   | Emmanuel Macron                                           | EM                                                        | 31,06 %                                                   | Marine Le Pen                                             | FN                                                        | 73,38 %                                                   |
| 2022 | %                                                         | Emmanuel Macron                                           | LREM                                                      | %                                                         | Marine Le Pen                                             | RN                                                        | %                                                         |
| Élections législatives, résultats des deux meilleurs scores du dernier tour de scrutin.                                                             |                                                           |                                                           |                                                           |                                                           |                                                           |                                                           |                                                           |
| Année | Élu                                                       | Élu                                                       | Élu                                                       | Battu                                                     | Battu                                                     | Battu                                                     | Participation                                             |
| Aix-les-Bains est répartie sur plusieurs circonscriptions, cf. les résultats des .                                                                  |                                                           |                                                           |                                                           |                                                           |                                                           |                                                           |                                                           |
| Avant 2010, Aix-les-Bains est répartie sur plusieurs circonscriptions, cf. les résultats des .                                                      |                                                           |                                                           |                                                           |                                                           |                                                           |                                                           |                                                           |
| 2002 | 69,58 %                                                   | Dominique Dord                                            | UMP                                                       | 30,42 %                                                   | Thierry Repentin                                          | Socialiste                                                | 55,11 %                                                   |
| 2007 | 44,93 %                                                   | Dominique Dord                                            | UMP                                                       | 13,90 %                                                   | Virginie Ferroux                                          | Socialiste                                                | 57,21 %                                                   |
| Après 2010, Aix-les-Bains est répartie sur plusieurs circonscriptions, cf. les résultats de .                                                       |                                                           |                                                           |                                                           |                                                           |                                                           |                                                           |                                                           |
| 2012 | 64,38 %                                                   | Dominique Dord                                            | UMP                                                       | 35,62 %                                                   | Alain Caraco                                              | EELV                                                      | 52,25 %                                                   |
| 2017 | 54,67 %                                                   | Dominique Dord                                            | LR                                                        | 45,33 %                                                   | Typhanie Degois (élue)                                    | LREM                                                      | 48,79 %                                                   |
| 2022 | %                                                         |                                                           |                                                           | %                                                         |                                                           |                                                           | %                                                         |
| 2024 | %                                                         |                                                           |                                                           | %                                                         |                                                           |                                                           | %                                                         |
| Élections européennes, résultats des deux meilleurs scores.                                                                                         |                                                           |                                                           |                                                           |                                                           |                                                           |                                                           |                                                           |
| Année | Liste 1re                                                 | Liste 1re                                                 | Liste 1re                                                 | Liste 2e                                                  | Liste 2e                                                  | Liste 2e                                                  | Participation                                             |
| 2004 | 25,39 %                                                   | Michel Rocard                                             | Socialiste                                                | 22,84 %                                                   | Françoise Grossetête                                      | UMP                                                       | 39,74 %                                                   |
| 2009 | 35,39 %                                                   | Françoise Grossetête                                      | LMAJ                                                      | 18,79 %                                                   | Michèle Rivasi                                            | EELV                                                      | 39,85 %                                                   |
| 2014 | 27,65 %                                                   | Renaud Muselier                                           | UMP                                                       | 23,87 %                                                   | Jean-Marie Le Pen                                         | FN                                                        | 41,98 %                                                   |
| 2019 | 26,75 %                                                   | Nathalie Loiseau                                          | LREM                                                      | 20,57 %                                                   | Marine Le Pen                                             | RN                                                        | 49,44 %                                                   |
| 2024 | %                                                         |                                                           |                                                           | %                                                         |                                                           |                                                           | %                                                         |
| Élections régionales, résultats des deux meilleurs scores.                                                                                          |                                                           |                                                           |                                                           |                                                           |                                                           |                                                           |                                                           |
| Année | Liste 1re                                                 | Liste 1re                                                 | Liste 1re                                                 | Liste 2e                                                  | Liste 2e                                                  | Liste 2e                                                  | Participation                                             |
| 2004 | 45,04 %                                                   | Anne-Marie Comparini                                      | LDR                                                       | 38,86 %                                                   | Jean-Jack Queyranne                                       | LGA                                                       | 59,35 %                                                   |
| 2010 | 43,31 %                                                   | Jean-Jack Queyranne                                       | LGA                                                       | 40,49 %                                                   | Françoise Grossetête                                      | LMAJ                                                      | 40,01 %                                                   |
| 2015 | 46,25 %                                                   | Laurent Wauquiez                                          | LR                                                        | 29,93 %                                                   | Jean-Jack Queyranne                                       | LUG                                                       | 53,20 %                                                   |
| 2021 | 57,86 %                                                   | Laurent Wauquiez                                          | LUD                                                       | 30,11 %                                                   | Fabienne Grebert                                          | LUG                                                       | 30,41 %                                                   |
| Élections cantonales |                                                           |                                                           |                                                           |                                                           |                                                           |                                                           |                                                           |
| Année | Élu                                                       | Élu                                                       | Élu                                                       | Battu                                                     | Battu                                                     | Battu                                                     | Participation                                             |
| Aix-les-Bains est répartie sur plusieurs cantons, cf. les résultats de ceux de Aix-les-Bains-Centre, Aix-les-Bains-Nord-Grésy et Aix-les-Bains-Sud. |                                                           |                                                           |                                                           |                                                           |                                                           |                                                           |                                                           |
| 2001 | %                                                         |                                                           |                                                           | %                                                         |                                                           |                                                           | indisponible %                                            |
| 2004 | %                                                         |                                                           |                                                           | %                                                         |                                                           |                                                           | indisponible %                                            |
| 2008 | %                                                         |                                                           |                                                           | %                                                         |                                                           |                                                           | indisponible %                                            |
| 2011 | %                                                         |                                                           |                                                           | %                                                         |                                                           |                                                           | indisponible %                                            |
| Élections départementales |                                                           |                                                           |                                                           |                                                           |                                                           |                                                           |                                                           |
| Année | Élus                                                      | Élus                                                      | Élus                                                      | Battus                                                    | Battus                                                    | Battus                                                    | Participation                                             |
| Aix-les-Bains est répartie sur plusieurs cantons, cf. les résultats de ceux de Aix-les-Bains-1 et Aix-les-Bains-2.                                  |                                                           |                                                           |                                                           |                                                           |                                                           |                                                           |                                                           |
| 2015 | %                                                         |                                                           |                                                           | %                                                         |                                                           |                                                           | indisponible %                                            |
| 2021 | %                                                         |                                                           |                                                           | %                                                         |                                                           |                                                           | %                                                         |
| Référendums. |                                                           |                                                           |                                                           |                                                           |                                                           |                                                           |                                                           |
| Année | Oui (national)                                            | Oui (national)                                            | Oui (national)                                            | Non (national)                                            | Non (national)                                            | Non (national)                                            | Participation                                             |
| 1992 | 54,79 % (51,04 %)                                         | 54,79 % (51,04 %)                                         | 54,79 % (51,04 %)                                         | 45,21 % (48,96 %)                                         | 45,21 % (48,96 %)                                         | 45,21 % (48,96 %)                                         | 68,71 %                                                   |
| 2000 | 71,48 % (73,21 %)                                         | 71,48 % (73,21 %)                                         | 71,48 % (73,21 %)                                         | 28,52 % (26,79 %)                                         | 28,52 % (26,79 %)                                         | 28,52 % (26,79 %)                                         | 26,92 %                                                   |
| 2005 | 53,55 % (45,33 %)                                         | 53,55 % (45,33 %)                                         | 53,55 % (45,33 %)                                         | 46,45 % (54,67 %)                                         | 46,45 % (54,67 %)                                         | 46,45 % (54,67 %)                                         | 65,03 %                                                   |